# 나이젤 쇼트
나이젤 쇼트(1965년 6월 1일 ~ )는 영국의 체스 선수이다.
영국 랭커셔주에서 태어났다.